# Класик ФМ
Класик ФМ е българско радио, посветено на класическата музиката, част от Би Ти Ви радио Груп, собственост на Cентръл Юръпиън Медиа Ентърпрайсис. Радиото започва излъчване на 19 декември 1994 г., първоначално от Мюнхен на вълните на Радио Свободна Европа, а по-късно от София. През следващите години радиото бързо добива популярност чрез своя музикален афиш и многобройните интервюта с изявени музиканти, артисти, художници, писатели и журналисти. От 2001 г. е организатор на „Концертмайсторите“ и на Европейския музикален фестивал. През 2006 г. влиза в радиогрупата на Би Ти Ви, а от 2008 г. излъчва сутрешния блок „Тази сутрин“.